# Pic de Monturull
Pic de Monturull – szczyt górski w Pirenejach Wschodnich. Administracyjnie położony jest na granicy Andory (parafia Escaldes-Engordany) z Hiszpanią (prowincja Lleida). Wznosi się na wysokość 2754 m n.p.m.
Na wschód od szczytu usytuowany jest Pic dels Estanyons (2835 m n.p.m.), na południowy zachód Torre dels Soldats (2761 m n.p.m.), natomiast na zachodzie położony jest Pic Negre (2701 m n.p.m.).